# 코임브라
코임브라(포르투갈어: Coimbra, IPA: [kuˈĩbɾɐ])는 포르투갈 중부에 있는 도시이다. 인구 143,396명(2011년)의 대표적인 역사 도시로 유명하다.
몬데구 강 하구에서 약간 들어간 내륙지방에 위치한다. 리스본에서 북쪽으로 195km, 포르투에서 남쪽으로 120km 떨어져 있다.
역사적인 도시로, 13세기에 리스본으로 수도가 옮겨지기 전까지 수도였다. 9세기에 무어인에게 정복되었으며, 이후 저항의 중심지가 되었으며, 무어인들을 몰아내고 포르투갈 왕국의 수도가 되었다. 1260년 수도는 리스본으로 이전하였으나, 1290년 창립된 대학은 리스본과 코임브라를 오가다 16세기 이후 완전히 코임브라에 정착하여 코임브라 대학교가 되었으며, 코임브라는 포르투갈의 학술·문화의 중심지로 번영하였다.
코임브라 대학교는 현재에도 존속하고 있으며, 유럽에서 가장 오래 된 대학교 중 하나로 널리 알려져 있다. 코임브라 대학교와 중세 시대에 건립된 수도원·성당 등이 유명한 볼거리이다.

## 인구
| 연도 | 인구    | ±%     |
| ---- | ------- | ------ |
| 1802 | 46,343  | —      |
| 1849 | 32,517  | −29.8% |
| 1900 | 54,105  | +66.4% |
| 1930 | 76,494  | +41.4% |
| 1960 | 106,404 | +39.1% |
| 1981 | 138,930 | +30.6% |
| 1991 | 139,052 | +0.1%  |
| 2001 | 148,443 | +6.8%  |
| 2008 | 135,314 | −8.8%  |
| 2011 | 143,052 | +5.7%  |

## 기후
| 코임브라의 기후                                           | 코임브라의 기후 | 코임브라의 기후 | 코임브라의 기후 | 코임브라의 기후 | 코임브라의 기후 | 코임브라의 기후 | 코임브라의 기후 | 코임브라의 기후 | 코임브라의 기후 | 코임브라의 기후 | 코임브라의 기후 | 코임브라의 기후 | 코임브라의 기후 |
| 월                                                        | 1월             | 2월             | 3월             | 4월             | 5월             | 6월             | 7월             | 8월             | 9월             | 10월            | 11월            | 12월            | 연간            |
| --------------------------------------------------------- | --------------- | --------------- | --------------- | --------------- | --------------- | --------------- | --------------- | --------------- | --------------- | --------------- | --------------- | --------------- | --------------- |
| 역대 최고 기온 °C (°F)                                    | 23.5 (74.3)     | 25.5 (77.9)     | 30.2 (86.4)     | 33.0 (91.4)     | 37.5 (99.5)     | 41.6 (106.9)    | 40.2 (104.4)    | 40.5 (104.9)    | 40.0 (104.0)    | 34.6 (94.3)     | 27.6 (81.7)     | 25.2 (77.4)     | 41.6 (106.9)    |
| 일평균 최고 기온 °C (°F)                                  | 14.8 (58.6)     | 16.2 (61.2)     | 18.9 (66.0)     | 19.9 (67.8)     | 22.4 (72.3)     | 26.2 (79.2)     | 28.4 (83.1)     | 28.7 (83.7)     | 27.3 (81.1)     | 22.7 (72.9)     | 18.0 (64.4)     | 15.4 (59.7)     | 21.6 (70.8)     |
| 일일 평균 기온 °C (°F)                                    | 9.9 (49.8)      | 11.0 (51.8)     | 13.3 (55.9)     | 14.5 (58.1)     | 16.9 (62.4)     | 20.3 (68.5)     | 21.9 (71.4)     | 21.9 (71.4)     | 20.7 (69.3)     | 17.2 (63.0)     | 13.3 (55.9)     | 11.0 (51.8)     | 16.0 (60.8)     |
| 일평균 최저 기온 °C (°F)                                  | 5.0 (41.0)      | 5.8 (42.4)      | 7.6 (45.7)      | 9.1 (48.4)      | 11.4 (52.5)     | 14.3 (57.7)     | 15.6 (60.1)     | 15.1 (59.2)     | 14.1 (57.4)     | 11.8 (53.2)     | 8.6 (47.5)      | 6.5 (43.7)      | 10.4 (50.7)     |
| 역대 최저 기온 °C (°F)                                    | −4.9 (23.2)     | −4.0 (24.8)     | −3.3 (26.1)     | −1.5 (29.3)     | 2.0 (35.6)      | 4.1 (39.4)      | 6.8 (44.2)      | 6.0 (42.8)      | 2.0 (35.6)      | −2.6 (27.3)     | −3.1 (26.4)     | −2.8 (27.0)     | −4.9 (23.2)     |
| 평균 강수량 mm (인치)                                     | 112.2 (4.42)    | 105.6 (4.16)    | 65.5 (2.58)     | 84.8 (3.34)     | 79.5 (3.13)     | 39.8 (1.57)     | 12.8 (0.50)     | 14.4 (0.57)     | 51.7 (2.04)     | 102.6 (4.04)    | 109.4 (4.31)    | 126.8 (4.99)    | 905.1 (35.63)   |
| 평균 월간 일조시간                                        | 138             | 137             | 191             | 203             | 249             | 261             | 302             | 300             | 228             | 185             | 147             | 139             | 2,480           |
| 출처 1: Instituto de Meteorologia (1981–2010 climatology) |                 |                 |                 |                 |                 |                 |                 |                 |                 |                 |                 |                 |                 |
| 출처 2: NOAA (sun, 1961–1990)                             |                 |                 |                 |                 |                 |                 |                 |                 |                 |                 |                 |                 |                 |

## 같이 보기
- 코임브라 그룹